# Ісер Гарель
Ісер Гарель ((івр. ‏איסר הראל‏‎‎‎, ім'я при народженні Ізраїль Натанович Гальперін) (1912 — †18 лютого 2003) — ізраїльський державний діяч, директор ізраїльської зовнішньої розвідки «Моссад».

## Життєпис
Народився у Вітебську (Російська імперія, сучасна Білорусь) в родині рабина Натана-Нети Гальперина та доньки багатого промисловця Йохведи (Левіна). Родина мала завод з вироблення оцту — подарунок батька матері. Після перевороту 1917 його родина втратила все майно, яке було конфісковане більшовиками. 1922 року вони емігрували до Латвії та оселилися у Даугавпілсі, де Гарель навчався у початковій і середній школі.
1930 року емігрував до Палестини. Був членом кібуцу Шфаїм де працював на цитрусовій плантації та пакувальником. В цей період одружився з іншим членом кібуцу Рівкою. 1935 року Ісер з дружиною перевезли свої родини до Ізраїлю. Для цього їм довелося взяти кредит про домомогу з погашенням якого від просив керівництво кібуцу. Після відмови вони залишили кібуц та з батьками переїхали до Герцлії.

## Професійна діяльність
Майже відразу після приїзду вступив до лав «Аґани»
Службу почав в 1940 у складі служби безпеки «Шерут Едіот» у так званому «Єврейському дивізіоні» Шай (в 1942 очолив). У 1944 він був переведений в Тель-Авів у відділ внутрішньої безпеки Хагани. У 1946 році призначений начальником відділу внутрішньої безпеки, а в 1947 році — керівником Шай в районі Тель-Авіва.
Після заснування Служби загальної безпеки 30 червня 1948 очолив її. У 1952 Гарель став керівником політичної розвідки — Мосад і залишався на цій посаді до 1963 року. У ці ж роки Гарель одночасно очолював об'єднаний комітет керівників усіх ізраїльських секретних служб і був радником прем'єр-міністра з питань оборони і безпеки.
Особисто очолював операцію з пошуку та викрадення Адольфа Айхмана в Аргентині.
Після відставки з поста керівника Мосаду з вересня 1965 року по червень 1966 був радником з питань розвідки і боротьби з терором прем'єр-міністра Леві Ешколя. З 17 листопада 1969 по 21 січня 1974 року був депутатом Кнесету 7-го скликання.
Помер 18 лютого 2003 року в віці 91 років у медичному центрі «Бейлінсон» у Петах-Тікві.

## Родинні зв'язки
- брат Давід Натанович Гальперін (1917—1942), загинув у бою під Наро-Фомінськом.
- донька працює в Загальній службі безпеки Ізраїлю.